# 148 a.C.
Il 148 a.C. (CXLVIII a.C. in numeri romani) è un anno  del II secolo a.C.

## Eventi
- Storia romana - La Macedonia, l'Epiro e la Tessaglia diventano province Romane.
- Viene fatta costruire la Via Postumia

## Nati
- Antioco VI, sovrano († 138 a.C.)

## Morti
- Marco Claudio Marcello, politico e militare romano
- Massinissa, sovrano berbero (n. 240 a.C.)